# Walter Johnson
Pour les articles homonymes, voir Johnson.
Walter Perry Johnson (né le 6 novembre 1887 à Humboldt, Kansas, décédé le 10 décembre 1946 à Washington DC) était un lanceur des Ligues majeures de baseball. Il a passé sa carrière avec les Senators de Washington. Il fut le premier lanceur à remporter plus de 300 victoires et à réussir plus de 3 000 retraits sur les prises en carrière. Il est élu au Temple de la renommée du baseball en 1936. 

## Carrière

### Joueur

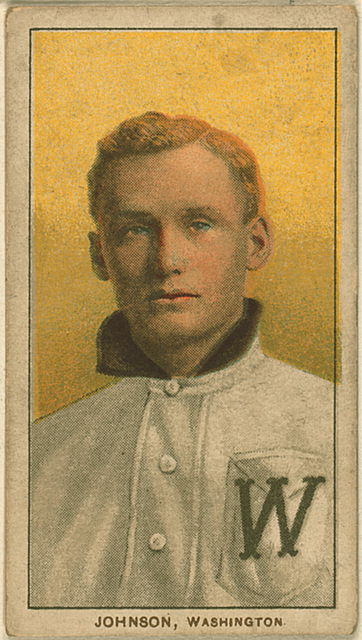
Carte de 1909 de Walter Johnson

Natif du Kansas, Johnson passe son enfance en Californie. Il rejoint les rangs du baseball semi-professionnel en jouant pour 75 dollars par mois pour une petite formation de l'Idaho. Repéré par un recruteur, Walter Johnson est recruté en juillet 1907 par les Senators de Washington. En raison de la clause de réserve, permettant aux franchises de conserver leurs joueurs à vie s'ils le désirent, Johnson passe l'intégralité de sa carrière de joueur chez les Senators, réputé pour sa médiocrité. Johnson devient ainsi, vingt ans durant, la figure emblématique de cette franchise. Il accumule toutes sortes de records et mène les Senators à la victoire en Série mondiale en 1924.

### Manager
Devenu manager de Newark en ligues mineures en 1928, Johnson est nommé manager des Senators de Washington en 1929. Il reste en poste quatre saisons, obtenant des résultats prometteurs : les Senators deuxièmes en Ligue américaine en 1930 puis troisièmes en 1931 et 1932.
Johnson est nommé manager des Indians de Cleveland le 9 juin 1933 en remplacement de Roger Peckinpaugh. Il connaît des difficultés avec les joueurs, les médias et les fans qui obtiennent finalement son licenciement le 4 août 1935. Les Indians restaient sur une triste série de 23 défaites en 32 matches. Quelques semaines plus tard, Walter Johnson est élu au Temple de la renommée du baseball.
Johnson devient commentateur de match pour la radio à Washington à partir de 1936 puis tente, sans succès, d'être élu au Congrès. Il se retire ensuite dans sa ferme du Maryland et meurt le 10 décembre 1946 à Washington DC, à 59 ans, d'une tumeur au cerveau.

## Statistiques

### Classements et honneurs
Pendant ses 21 saisons, il a gagné au moins 20 parties 12 fois, dont 33 victoires en 1912 et 36 victoires en 1913. Ses 417 victoires le placent 2e de l'histoire de la Ligue majeure (après Cy Young) et le meilleur total de victoires pour un lanceur avec une seule équipe. Il a aussi enregistré 110 blanchissages (un match complet où les frappeurs ne marquent aucun point) ce qui le place premier de l'histoire de la ligue majeure. Ses 3508 retraits sur les prises était le meilleur total de la Ligue majeure jusqu'au moment où Nolan Ryan l'a dépassé en 1983. Au bâton il a enregistré 547 coups sûrs, 255 points produits et 241 points pendant ses 21 saisons.
- 417 victoires (2e)
- 279 défaites (4e)
- 531 parties complètes (4e)
- 110 blanchissages  (1er)
- 5914,1 Manches lancées (3e)
- Moyenne de points mérités: 2,17 (7e)
- Champion du monde avec les Nationals (1924, 1925)
- Élu le meilleur joueur des ligues majeures (1913, 1924)
- Élu au temple de la renommée du baseball en 1936

Jonathan Richman lui a rendu hommage dans l'une de ses chansons.

### Statistiques en saison régulière
Frappeur
| Parties | AB   | H   | 2B | 3B | HR | R   | RBI | BB  | SO  | AVG   | OBP   | SLG   | OPS   |
| 933     | 2324 | 547 | 94 | 41 | 24 | 241 | 255 | 110 | 251 | 0,235 | 0,266 | 0,342 | 0,608 |

Lanceur
| W   | L   | %     | GP  | GS  | CG  | SH  | SV | IP     | BB   | SO   | ERA  | WHIP |
| 417 | 279 | 0,599 | 802 | 666 | 531 | 110 | 34 | 5914,1 | 1363 | 3508 | 2,17 | 1,06 |